# Catagramma peregrinata
Catagramma peregrinata är en fjärilsart som beskrevs av Dillon 1948. Catagramma peregrinata ingår i släktet Catagramma och familjen praktfjärilar. Inga underarter finns listade i Catalogue of Life.